# Carl Fredrik Hagen
Carl Fredrik Hagen (Oppegård, 26 settembre 1991) è un ex ciclista su strada norvegese.

## Palmarès

### Strada
- 2017 (Joker-Icopal, una vittoria)

3ª tappa Tour Alsace (Ribeauvillé > Lac Blanc)
- 2018 (Joker-Icopal, una vittoria)

Classifica generale Tour du Jura

### Altri successi
- 2016 (Sparebanken Sør)

Classifica scalatori Tour de Bretagne
Classifica scalatori Tour des Fjords
Classifica scalatori East Bohemia Tour
- 2017 (Joker-Icopal)

Classifica scalatori Ronde de l'Oise

### Mountain bike
- 2015

Campionati norvegesi, Marathon Elite
- 2016

Campionati norvegesi, Marathon Elite

## Piazzamenti

### Grandi Giri
- Giro d'Italia

2020: 42º
- Vuelta a España

2019: 8º
2022: 33º

### Classiche monumento
- Giro di Lombardia

2019: 72º
2022: 96º

### Competizioni mondiali
- Campionati del mondo su strada

Bergen 2017 - Cronosquadre: 13º
Innsbruck 2018 - In linea Elite: 54º
Yorkshire 2019 - In linea Elite: ritirato
Imola 2020 - In linea Elite: 73º